# Ferdinand Cavallera
Ferdinand Cavallera (1875-1954) – włoski biblista, krytyk tekstu Wulgaty, wydawca dzieł łacińskich Ojców Kościoła, jezuita. 
W 1892 roku wstąpił do zakonu jezuitów. W 1909 roku ukończył studia w Instytucie Katolickim w Tuluzie. Zajmował się badaniem starołacińskiego tekstu biblijnego, historią tekstu Wulgaty oraz patrologią łacińską. Opracował konkordancję do Wulgaty.
Cavallera zakwestionował autorstwo Hieronima niektórych partii Nowego Testamentu Wulgaty.

## Publikacje
- Verzeichnis der Sigel für Handschriften und Kirchenschriftsteller. 1949.
- Die Alkuin-Bibel (Quartformat, 14 Seiten und 4 Tafeln) – Bestell-Nr. 00490, 1957.
- Lateinische Bibelhandschriften im frühen Mittelalter, 1915; hrsg. von Hermann Josef Frede (455 Seiten und 10 Tafeln) – 1985.
- Beiträge zur Geschichte der lateinischen Bibeltexte (mit einem Vorwort hrsg. von Hermann Josef Frede) (456 Seiten) – ISBN 3-451-00496-8, 1986.
- Die lateinischen Evangelien bis zum 10.Jahrhundert: I. Varianten zu Matthäus – Bestell-Nr. 00497, 1988
- Die lateinischen Evangelien bis zum 10.Jahrhundert: III. Varianten zu Lukas
- Novae Concordantiae Bibliorum Sacrorum Iuxta Vulgatam Versionem Critice Editam, 1914, 1977, ISBN 3-7728-0638-4